# Miguel de Barrios
Pour les articles homonymes, voir Barrios.
 (26 mai 2018).
Miguel de Barrios (Montilla en Espagne, 1635 — Amsterdam aux Provinces-Unies (actuels Pays-Bas), 1701), alias Daniel ha-Levi, est un homme de lettres qui a contribué à l'Âge d'or de l'Espagne du XVIIe siècle.
Né dans une famille marrane demeurée secrètement fidèle au judaïsme, historien et poète espagnol. tour-à-tour capitaine de l'armée espagnole à Bruxelles et chantre des notables juifs et chrétiens à Amsterdam, il est l'une des incarnations les plus célèbres du marranisme, ainsi que l'un des soutiens vocaux les plus enflammés de Sabbataï Zevi, le faux Messie de Smyrne.

## Biographie

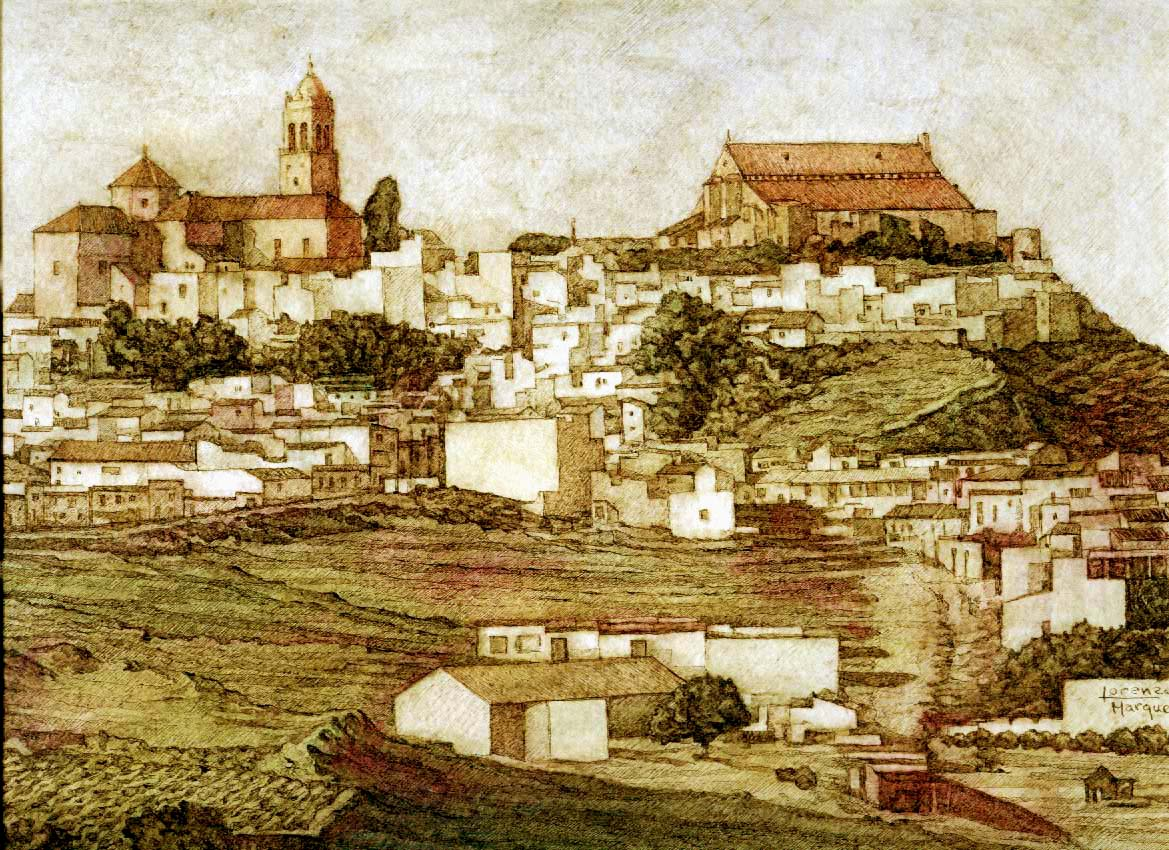
Montilla, ville natale de De Barrios, dessin du peintre Lorenzo ou Miguel Marqués.

### Premières années
Né Miguel Daniel Levi de Barrios, il est le fils de marranes espagnols, Simon de Barrios qui s'est aussi appelé Jacob (Iakok) Levi Caniso, Juif converti au christianisme de Cordoue, comptable du marquis de Priego, et Sarah Valle alias Sebastiana. Son grand-père est Abraham Levi Caniso.
Pour échapper aux persécutions de l'Inquisition espagnole, Simon s'était réfugié au Portugal avec toute sa famille, résidant tout d'abord à Marialva, puis dans les environs de Villaflor. Ne se sentant plus en sécurité au Portugal, il avait fui et s'était réfugié en Algérie.

### Voyages
Miguel de Barrios se rend ensuite en Italie et réside à Nice, à l'époque appartenant à la Maison de Savoie, où sa tante paternelle est mariée à un certain Abraham de Torres. Il séjourne ensuite assez longtemps à Livourne où se trouve une autre sœur de son père, mariée à Isaac Cohen de Sosa, qui le convainc de se déclarer publiquement juif. Peu après, il rencontre et épouse Deborah Vaez, une parente de son beau-frère Eliahu Vaez d'Algérie, et se détermine alors à quitter l'Europe. Le 20 juillet 1660, il s'embarque vers les Caraïbes avec 152 coreligionnaires notamment de Provence, dans le cadre de l'un des trois voyages de livournais organisés par Paulo Jacomo Pinto, et qui visent Cayenne, mais à la mort de sa femme qui a contracté une fièvre, survenue peu de temps après son arrivée à Tobago, il décide de retourner en Europe. Il s'installe alors à Bruxelles dans l'actuelle Belgique et s'enrôle dans l'armée espagnole de Flandre.

### Service militaire
Miguiel de Barrios, qui au cours de sa longue vie, a dû se battre presque constamment contre le sort, dira avoir vécu à Bruxelles les années les plus heureuses de sa vie. Il rencontre de nombreux seigneurs espagnols et portugais, et est promu rapidement au rang de capitaine. Pendant les 12 années suivantes, il vit extérieurement en tant que chrétien à Bruxelles, tout en maintenant un lien avec la communauté juive d'Amsterdam.
Il écrit alors sa meilleure œuvre poétique, Flor de Apolo, ses drames et Coro de las Musas, dans lequel il chante les louanges des princes régnants et des villes les plus resplendissantes de l'époque : Madrid, Lisbonne, Paris, Londres, Rome, Amsterdam et d'autres.
Il élabore aussi son œuvre poétique la plus importante qui doit traiter du Pentateuque, et qui sera divisée en douze parties, chacune dédiée à un souverain européen. Il se propose de l'appeler Imperio de Dios ou Harmonia del Mundo. Plusieurs souverains ont déjà fait parvenir au poète leur portrait, leur généalogie et leur blason, et lui ont promis des moyens pour la production de l'œuvre, quand les gardiens (ma'amad) et les rabbins de la communauté d'Amsterdam refusent de donner l'approbation nécessaire pour la publication de l'ouvrage, ayant jugé que la Loi de Dieu risquerait d'être profanée.

### Adhésion au sabbataïsme et dernières années

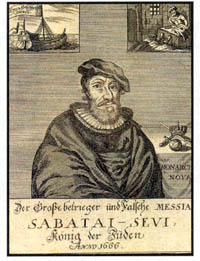
Sabbataï Tzvi, « Messie du XVIIe siècle », 1666.

En 1674, De Barrios quitte l'armée espagnole et retourne à Amsterdam avec sa seconde femme Abigail de Pina épousée en 1662 et avec qui il a un fils, Simòn.
Là, il vit ouvertement comme un juif professant à Amsterdam et fonde l'Académie des Sitibundos (les Assoiffés), fréquentée par la noblesse locale, dont la devise est « L'âme est le feu du Seigneur » (Prov. XX 27). Une autre académie créée par Manuel Belmonte, comte palatin du roi d'Espagne, le nomme responsable ; ses 38 membres figurent sur la « Liste des poètes et écrivains espagnols de la Nation juive d'Amsterdam ». Sa notoriété est telle qu'il est probable que le peintre Rembrandt l'ait pris pour modèle avec son épouse Abigail pour son tableau intitulé La mariée juive.
À Amsterdam aussi, il rejoint les nombreux disciples de Sabbataï Tzevi, considéré par certains juifs de l'époque comme le Messie sauveur de l'humanité. Sujet à des accès de mysticisme, il croit fermement que le Messie va apparaître le jour de Roch Hachana (nouvel an juif) de l'année 5435 du calendrier hébraïque (en 1675 du calendrier grégorien). Le jour de Pessa'h (Pâque juive) précédant ce jour saint, il devient soudainement « fou », jeûne pendant quatre jours, refuse de prendre le moindre aliment et en conséquence, devient si faible que l'on pense qu'il ne survivra pas. Ce n'est qu'après les sérieuses remontrances, le rappel de ses obligations familiales immédiates et l'état périlleux de sa santé de l'éminent rabbin Jacob Sasportas, prévenu par Abigail, qui lui avait donné son avis sur la compilation de son Harmonia del Mundo, et qui a son entière confiance, qu'il accepte de reprendre de la nourriture, ce qui lui permet petit à petit de récupérer des forces.
En 1683, il prend allégoriquement position contre les pensées théologiques jugées hérétiques des philosophes marranes Juan de Prado et Baruch Spinoza (précédemment décédés) dans son opuscule (es) Table des Confréries Sacrées de la Sainte Communauté d’Amsterdam : « Ce sont des Épines qui dans les Prés d’impiété, désirent briller du feu qui les consume. » ("Espinos son los que en Prados de impiedad, dessean luzir con el fuego que los consume. ») ; c'est De Barrios qui souligne.
Don Miguel restera toute son existence sans beaucoup de ressources. Afin de gagner sa vie et celle de ses proches, il chante les louanges des riches Juifs portugais et espagnols lors des occasions tristes ou joyeuses, ou leur dédie certaines œuvres mineures. Ses écrits sont fréquemment les seules sources d'informations concernant les érudits, les institutions philanthropiques et les académies juives de son époque, bien que les informations que l'on y trouve soient souvent enjolivées et par conséquent peu fiables.

Il est enterré au cimetière d'Amsterdam en février 1701, auprès de sa seconde femme bien-aimée, Abigail, fille d'Isaac de Pina, qu'il a épousée en 1662 et qui est morte en 1686. Il avait composé pour lui-même l'épitaphe suivante en espagnol :
Ya Daniel y Abigail
Levi ajuntarse bolvieron.
Por un Amor en las Almas,
Por una losa en los cuerpos.
Porque tanto en la vida se quisieron
Que aun despues de la muerte un vivir fueron. 

(« Daniel et Abigail Levi sont de nouveau réunis ici. L'amour a uni leurs âmes ; une pierre réunit maintenant leurs restes. Ils se sont aimés si profondément dans la vie, que même après la mort, ils seront un. ») 

### Culture du martyre
Miguel de Barrios honore la mémoire des Juifs persécutés par l'Inquisition : « Ce qui grandit le plus le peuple de la synagogue, c’est la mémoire posthume des martyrs qui furent brûlés vifs en différentes époques et villes d’Espagne pour avoir sanctifié l’unité indivisible du Législateur éternel [...] ce sont ces martyrs qui justifient [son los que justifican] la multitude judaïque et brillent comme des étoiles par la lumière du soleil divin ».

## Son œuvre
Comme la plupart des juifs qui ont quitté la péninsule Ibérique, en tant que juifs en 1492 ou en tant que nouveaux chrétiens les années suivantes, Barrios a conservé la langue espagnole pour chaque besoin et chaque occasion. Les poètes juifs anciennement nouveaux chrétienne ont eu des expériences différentes une fois revenus au judaïsme. Barrios avait suffisamment de connaissances juives alors qu'il était crypto-juif mais comme beaucoup, il avait du mal à s'adapter. Il a finalement adopté des tendances messianiques qui auraient pu être d'inspiration chrétienne. Cela a affecté le style et l'ambiance de sa poésie.
Miguel de Barrios est l'un des poètes et écrivains les plus féconds de la communauté juive espagnole et portugaise de son époque. Presque chaque année, il a publié un ou plusieurs ouvrages.
- "Flor de Apolo" adressé à l'illustrissime Señor Don Antonio Fernández de Córdoba, Bruxelles, Baltasar Vivien, 1665.
- "Contra la Verdad no ay Fuerca"; Amsterdam, 1665-1667 : un panégyrique sur Abraham Athias, Jacob Rodrigues Caseres et Rachel Nuñez Fernandez, qui périrent sur le bûcher en martyrs à Cordoue en Espagne ;
- "El Coro de las Musas", adressé à l'excellentissime Señor Don Francisco de Melo, Bruxelles ; Baltasar Vivien; 1672; en neuf parties.
- "Imperio de Dios en la Harmonia del Mundo" (Bruxelles, 1670-1674) (la seconde édition contient 127 strophes ; la première seulement 125) ;
- "Sol de la Vida"; Bruxelles, 1673 ;
- "Sol de la Vida, Anvers, éditeur Jacob van Velsen, 1679
- "Soledad fúnebre"; Bruxelles, 1673.
- "Las poesías famosas y Comedias"; Anvers, éditeur Geronymo et Iuanb. Verdussen, imprimeurs et marchands de livres, 1674 (A Bruxelles, éditeur Baltasar Vivien, imprimeur et marchand de livres) ;
- "Metros nobles"; Amsterdam, 1675.
- "Epistolario"; Anvers; Jacob van Velsen, 1679.
- "Palacio de la Sabiduría", "Don Sancho" et "Sobre la victoria de Ameixal" , 1673.
- "Palacio de la Sabiduría", 1674, réédition comprenant les comédies "El canto junto al encanto", "Pedir favor al contrario" et "El español en Orán".
- "Mediar Estremos, Decada Primera en Ros Hasana" Amsterdam, 1677 ;
- "Arbol florido de noche"; 1680.
- "Libre alvedrio y harmonia del cuerpo por disposición del alma"; Bruxelles, éditeur: Baltazar Vivien; 1680.
- Luna opulenta de Holanda, en nubes que el amor manda; Amsterdam,1680.
- "Historia universal judaica"; une étude basique importante sur les Juifs de la péninsule ibérique.
- "Descripción de Las islas del mar Atlántico y de América" (1681), comprenant "Piratas de la America y luz à la defensa de las costas de Indias Occidentales"; . composé pour  J. Esquemeling; traduit du flamand en espagnol pour le Doctor de Buena-Maison; imprimé à Cologne; éditeur Lorenzo Struickman, 1681.
- "Triunfo del gobierno popular y de la antigüedad holandesa"; Amsterdam, 1683.
- "Relación de los poetas y escritores españoles de la nación judaica amstelodana"; Amsterdam; 1683.
- "Casa de Jacob"; 1684.
- "Estrella de Iacob sobre flores de lis"; Amsterdam; 1686.
- "Alegrias o Pinturas lucientes de hymeneo"; Amsterdam; 1686.
- "Bello Monte de Helicona", adressé à l'illustrissime Señor Don Manuel Belmonte; Bruxelles, 1686.
- "Triumpho Cesareo en la Descripcion Universal de Panonia, y de la Conquista de la Ciudad de Buda" (célébrant la conquête de Budapest par les Habsbourg d'Autriche des mains des Turcs, Amsterdam, 1687);
- "Dios con Nos Otros"; 1688.
- "Historia Real de la Gran Bretaña"; 1688.
- "Arbol de la Vida con Raizes de la Ley"; 1689.
- "Las poesías famosas y Comedias"; seconde édition, avec estampes; Anvers; éditeur: Henrico y Cornelio Verdussen;,1708

Les opuscules ou les petits ouvrages littéraires et bibliographiques de De Barrios apparaissent sous des titres variés à différentes périodes, en deux éditions différentes. Ils traitent des différentes "hermandades academicas" (" et  "academias caritativas")[pas clair]. Les ouvrages souvent cités Relacion de los Poetas, y Escriptores Españoles de la Nacion Judayca et Hetz Jaim (Hayyim), Arbol de las Vidas qui traitent des érudits d'Amsterdam, sont du plus grand intérêt. Les deux ont été réimprimés avec des notes explicatives dans la Revue Études Juives, xviii. 281-289, xxxii. 92-101. Son dernier ouvrage a pour titre Piedra Derribadora de la Sonjada Estatua Desde el Año de 1689 al de 1700" et n'est pas daté.